# Maria Marszałkowska-Kaniewska
Maria Marszałkowska-Kaniewska, pseud. ,,Wanda''; ,,Ruta Wagner'' ( ur. 30 grudnia 1910 w Poznaniu, zm. 21 kwietnia 2004 tamże) – komendantka Ekspozytury Wywiadowczej Wojskowej Służby Kobiet w Poznaniu, szefowa Wydziału Łączności Konspiracyjnej Sztabu Okręgu Poznań AK, w okresie  międzywojennym nauczycielka języka angielskiego i francuskiego w szkole w Tarnowskich Górach.

## Życiorys
Maria Marszałkowska urodziła się 30 grudnia 1910 w Poznaniu. Uzyskała wykształcenie z filologii angielskiej i francuskiej. Od 1937 roku pracowała jako nauczycielka w szkole w Tarnowskich Górach. Tam właśnie poznała Elżbietę Zawacką (pseud. 'Zo'). W 1939 roku dostała  stypendium British Council na roczne zagraniczne studia podyplomowe, lecz z powodu wybuchu II wojny światowej jej wyjazd nie doszedł do skutku. Jesienią tego roku zatrudniła się w warsztacie ślusarskim swojego ojca.
W latach 1940-1943 była zaangażowana w działalność konspiracyjną. Była komendantką w zorganizowanej przez Elżbietę Zawacką Ekspozyturze Wywiadowczej Wojskowej Służby Kobiet (EW WSK). Od września 1942 była również szefową Wydziału V (łączności konspiracyjnej) w Sztabie Okręgu Poznań AK, w związku z tym przyjęła nowy pseudonim „Ruta Wagner”. Do sukcesów grupy należą: zdobycie planów fabryki samolotów „Focke-Wulf”, lotniska wojskowego w Krzesinach i Mącznikach, dokumentów fabryki amunicji w Poznaniu oraz sporządzenie listy tajnych telefonów członków Gestapo. W grupie znajdowali się dwaj bracia Marii - Józef i Stanisław.
W wyniku dekonspiracji ekspozytury aresztowana 29 kwietnia 1943 roku. Najpierw osadzono ją w siedzibie Gestapo (obecnie Dom Żołnierza), gdzie przetrzymywana była przez 6 tygodni. Była głodzona oraz torturowana, jednak nie udało się uzyskać od niej żadnych informacji. Następnie przeniesiona ją do Fortu VII. Przebywając tam, Marszałkowska nadal prowadziła działalność konspiracyjną. Po otrzymaniu pozwolenia na wysłanie kartki do matki, poprosiła o przesłanie kilku produktów, z których sporządziła atrament. W grypsach informowała o przebiegu śledztwa i stanie wiedzy Gestapo na temat konspiracji poznańskiej. W czasie przesłuchań stanowczo odmawiała zeznań.
W wyniku kolejnych aresztowań, a następnie śledztwa ujawniono kierowniczą funkcję Marii w konspiracyjnej łączności. Dnia 5 lipca 1943 r. nazistowski sąd doraźny skazał ją na karę śmierci. W związku z działalnością wywiadowczą Marii nie podlegało to sądom policyjnym, lecz wojennym. Ostatecznie jej sprawę skierowano do Trybunału Ludowego w Berlinie. Oczekując na rozprawę, przebywała w więzieniu w Lipsku do momentu wyzwolenia przez wojska amerykańskie 19 kwietnia 1945 roku.
Do października 1945 r. przebywała w obozach wojskowych w Northeim i w Burgu pod Darmstadtem. Pracowała jako asystentka oficera amerykańskiego w misji UNRRA. Po wojnie w 1947 roku uzyskała dyplom ukończenia studiów na uniwersytecie w Sheffield w Anglii, w ramach stypendium British Council.
W lipcu 1949 wyszła za mąż za Franciszka Kaniewskiego. Od końca lat czterdziestych, na polecenie rządu londyńskiego przebywa w kraju. Została zatrudniona na Akademii Ekonomicznej jako lektorka języka angielskiego, angażowała się w społeczną działalność m.in. Fundacji Sue Ryder (wspierającej weteranów) i Studium Polski Podziemnej w Londynie. W 1998 roku awansowała ze stopnia kapitana do stopnia majora.
Zmarła 21 kwietnia 2004 roku w Poznaniu.
Została odznaczona Krzyżem Armii Krajowej, Krzyżem Kawalerskim Orderu Odrodzenia Polski, Medalem Wojska oraz Medalem Komisji Edukacji Narodowej.